# (49702) Koikeda
(49702) Koikeda est un astéroïde de la ceinture principale.

## Description
(49702) Koikeda est un astéroïde de la ceinture principale. Il fut découvert le 4 novembre 1999 à Yanagida par Akira Tsuchikawa. Il présente une orbite caractérisée par un demi-grand axe de 2,31 UA, une excentricité de 0,17 et une inclinaison de 7,5° par rapport à l'écliptique.

## Compléments